# Charles Penrose
Charles Penrose est un artiste de music-hall britannique né le 11 novembre 1873 à Biggleswade, dans le Bedfordshire, et mort le 17 novembre 1952 à Londres.
Il est principalement connu pour The Laughing Policeman, une chanson humoristique dont le refrain se compose uniquement de son rire tonitruant. Créditée à « Billie Grey » (alias Mabel Anderson, la deuxième femme de Penrose), cette chanson est enregistrée pour la première fois par Penrose en 1922 sous le pseudonyme de « Charles Jolly ». Elle reste très populaire au Royaume-Uni pendant plusieurs décennies, notamment grâce à l'émission de télévision Junior's Choice (en) où elle est souvent demandée dans les années 1960 et 1970 par les jeunes télespectateurs.
Penrose joue également des petits rôles au cinéma dans les années 1930 et 1940.